# Henry Tottie (teolog)
Henry William Tottie, född 29 oktober 1856 i Stockholm, död 11 juni 1913 i Kalmar, var en svensk kyrkoman. Han var bror till Charles Tottie. 

## Biografi
Tottie blev student vid Uppsala universitet 1875 och teologie kandidat 1883. Han prästvigdes samma år samt utnämndes efter två års prästerlig verksamhet i Stockholm till docent i kyrkohistoria vid Uppsala universitet 1885. Till professor i pastoralteologi utnämndes han 1893. Samma år blev han teologie doktor. År 1900 blev han biskop i Kalmar stift.
Efter Totties död 1913 var biskopsämbetet vakant – som tf. biskop i Kalmar stift under denna period tjänstgjorde biskop N.J.O.H Lindström i Växjö – till dess att Kalmar stift slogs samman med Växjö stift 1915. Tottie blev således Kalmar stifts siste biskop.
Totties specimen till professuren i pastoralteologi i Uppsala, boken Evangelistik, presenterade en gren av den praktiska teologin med samma namn – evangelistiken – som genom Svenska kyrkans missionsstyrelse och genom Totties verksamhet som biskop i Kalmar från 1900 fick utöva ett visst inflytande över församlingsrörelsen i Svenska kyrkan i det utgående 1800-talet och tidiga 1900-talet. Evangelistiken i Totties tappning står i relation till den i jämförelse mer inflytelserika diakoniken som presenterades 1892 av Totties medtävlare om professorsstolen i Uppsala, sedermera professorn i praktisk teologi i Lund Olof Holmström. 
Tottie blev juris hedersdoktor vid universitetet i Cambridge 1910. Han är begravd på Uppsala gamla kyrkogård.